# Мост Инвалидов
Мост Инвалидов (фр. Pont des Invalides) — арочный мост в Париже через Сену, расположенный между мостами Альма и Александра III недалеко от Дома инвалидов.
История моста начинается в 1820-е годах. Французский инженер Клод Луи Мари Анри Навье предложил в 1821 году проект подвесного моста. В 1824—1826 годах мост находился в стадии строительства, но не был завершён. В 1829 году был открыт новый мост с двумя опорами и тремя портиками, но в 1850 году из-за износа доступ на него был ограничен. В 1854 году сооружение было разрушено и началось строительство более современного моста, завершившееся через год к Всемирной выставке 1855 года, проводившейся в Париже.
Построенный мост представляет собой четырёхарочный мост (две арки по 34 м и две по 36 м). Длина моста — 152 м, высота над водой — 18 м (самый низкий мост через Сену в пределах Парижа). Ширина проезжей части — 14 м, два тротуара по 2 м. С момента ввода в эксплуатацию мост несколько раз реконструировался. Зимой 1880 года были разрушены две арки, но восстановлены в течение года. Последняя серьёзная реконструкция произошла в 1956 году, когда было произведено расширение тротуаров.
Фигура на центральной опоре моста символизирует победы Наполеона на суше и на море, а скульптурные головы на других опорах — военные трофеи.

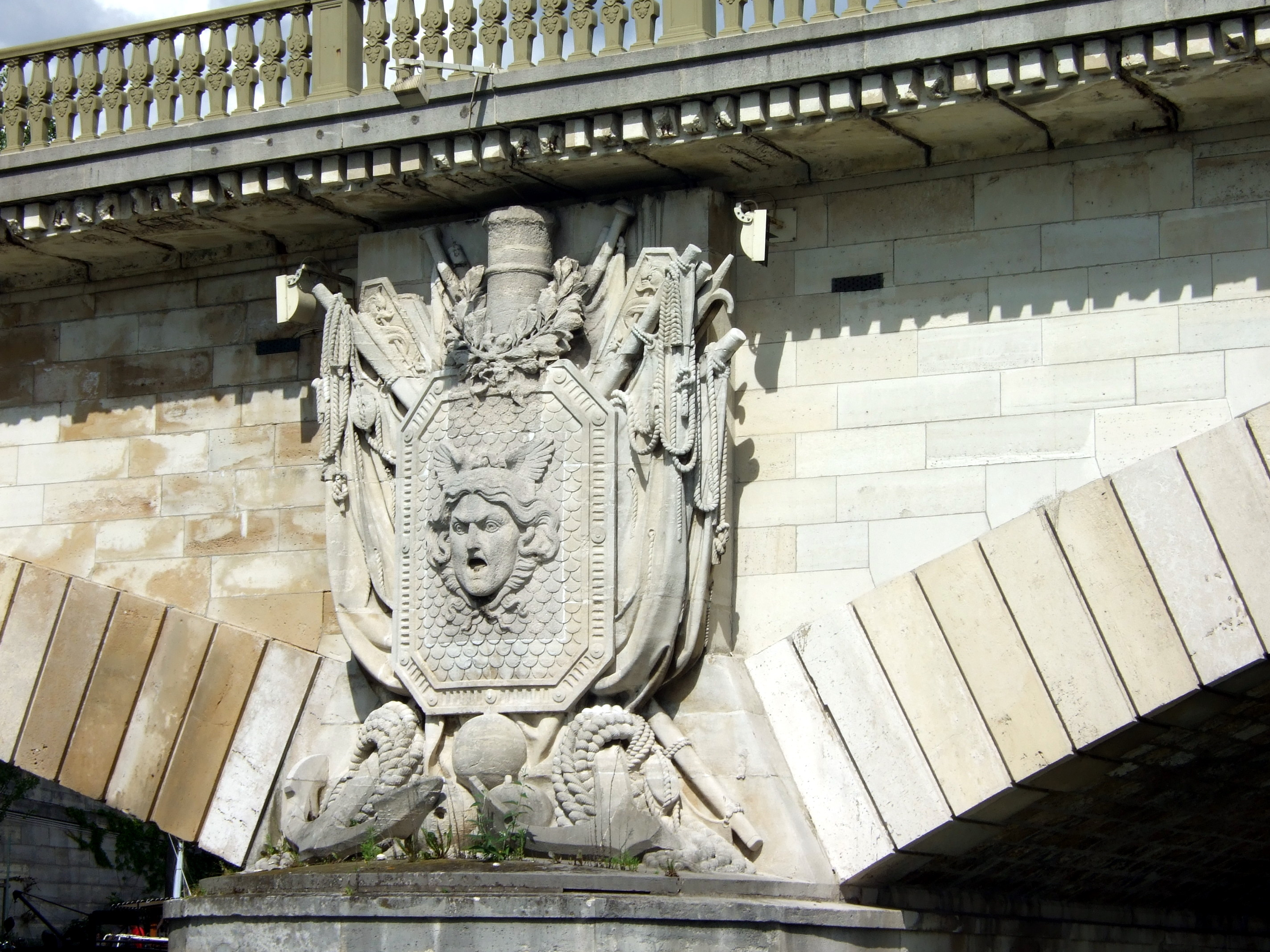
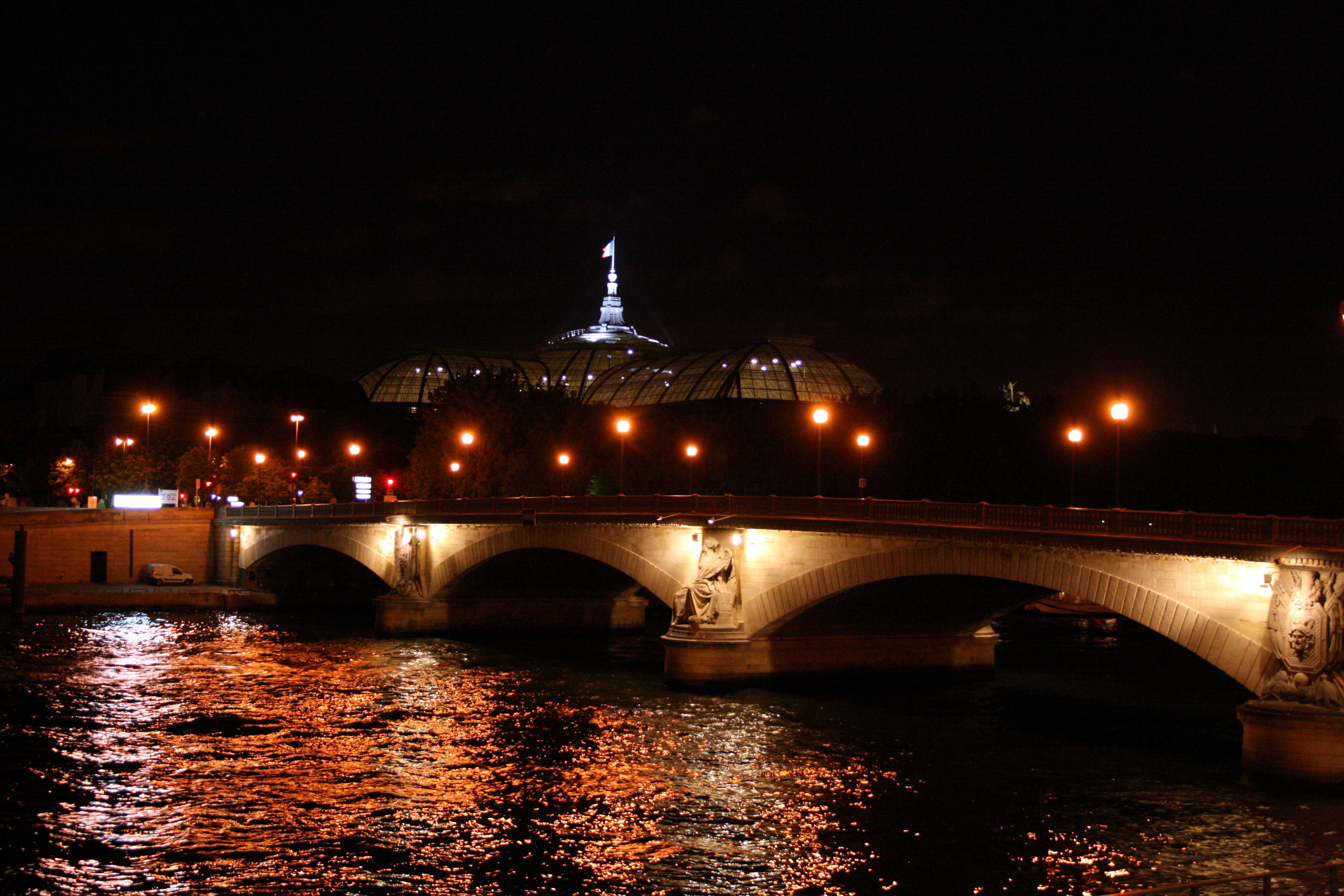
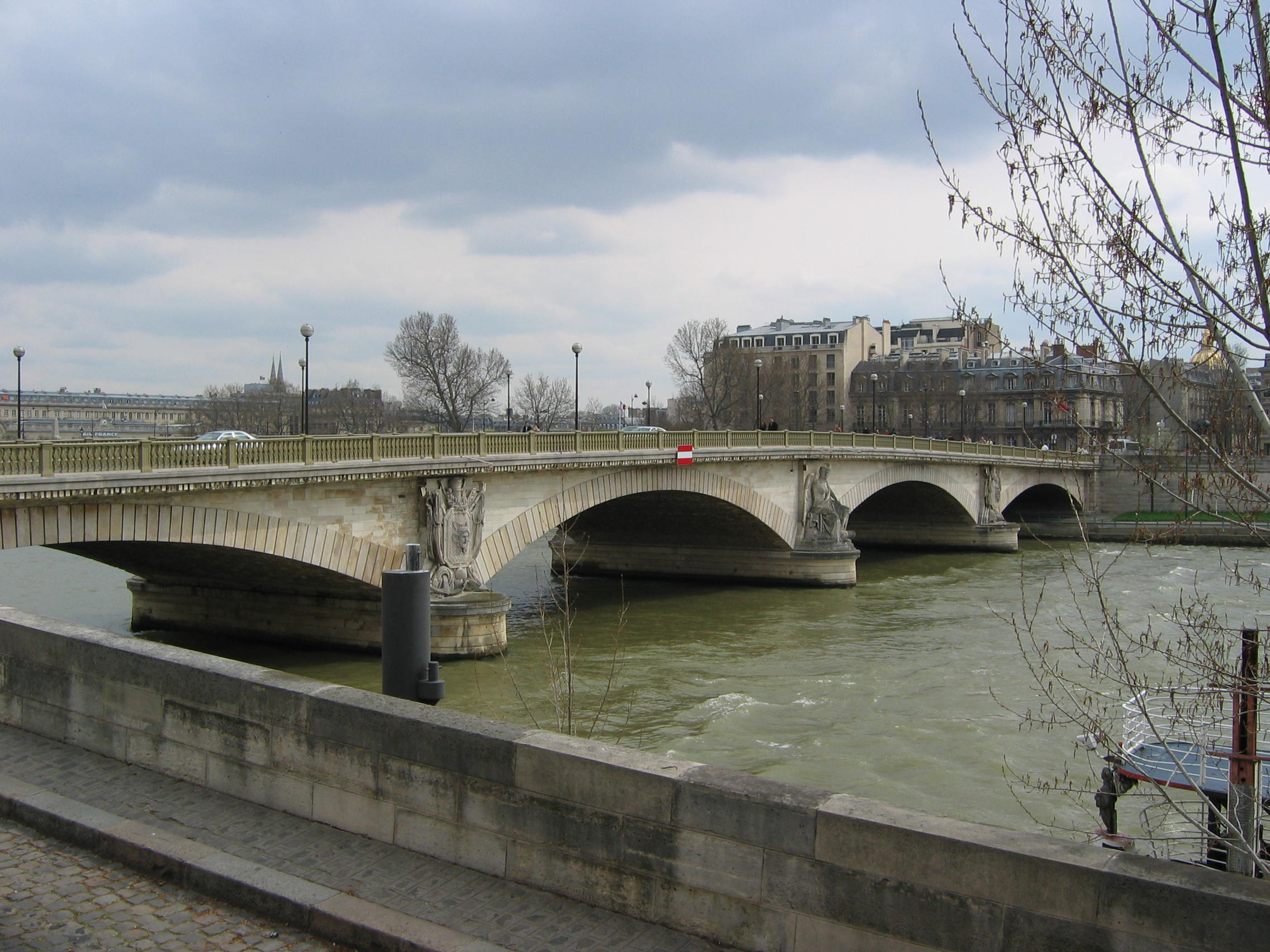
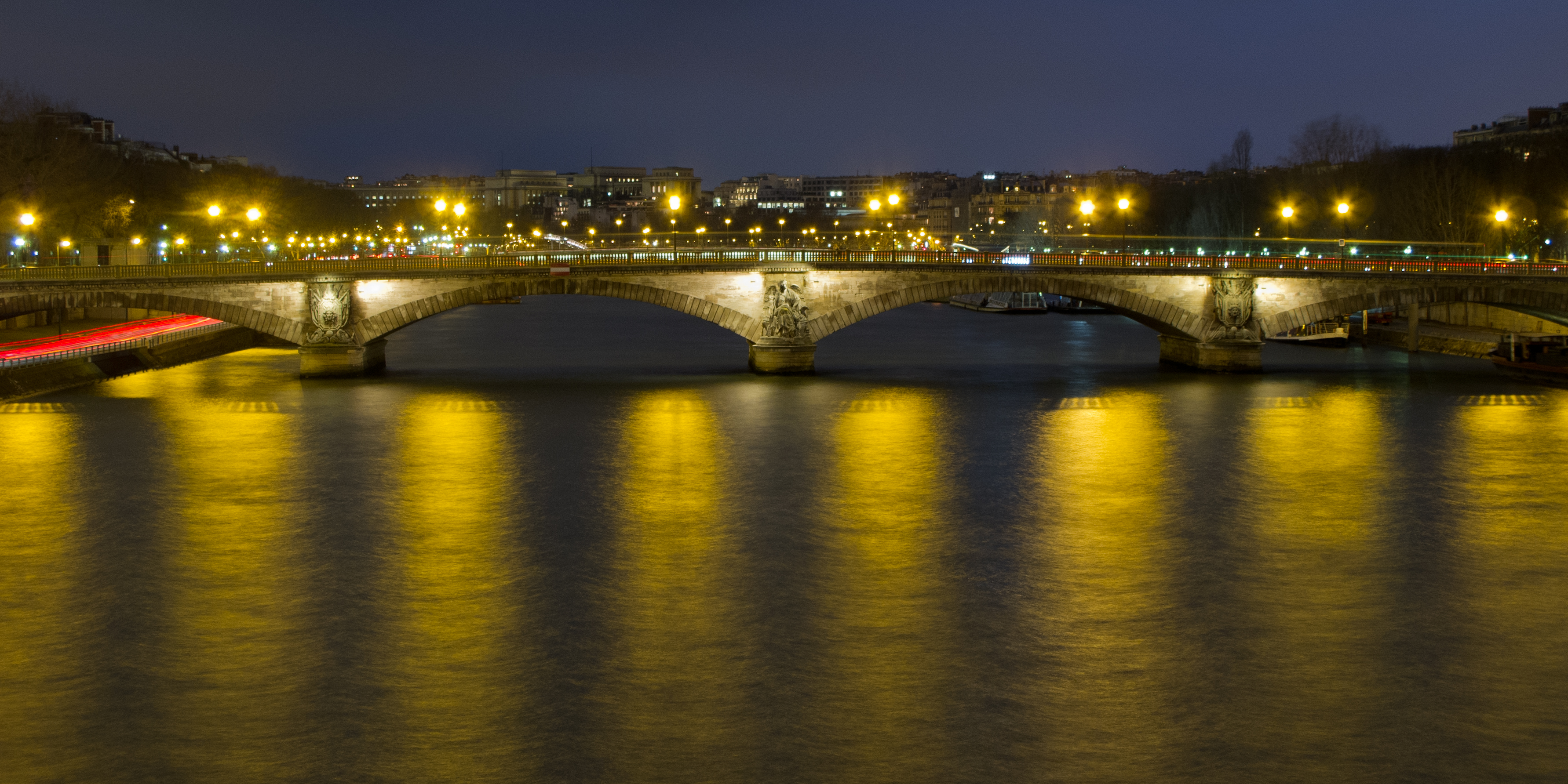

| Расположение моста на Сене  | Расположение моста на Сене | Расположение моста на Сене            |
| --------------------------- | -------------------------- | ------------------------------------- |
| Вниз по течению: Мост Альма |                            | Вверх по течению: Мост Александра III |